# Niatross
Niatross, född 30 mars 1977, död 7 juni 1999, var en amerikansk standardhäst som tävlade mellan 1979 och 1980. Han blev den sjätte hästen som lyckades vinna Triple Crown of Harness Racing for Pacers, och är av många ansedd som en av de bästa passgångarna någonsin. Han sprang in 2 019 213 dollar på 39 starter, varav 37 segrar.

## Bakgrund
Niatross föddes den 30 mars 1977, efter hingsten Albatross och undan stoet Niagara Dream. Han tränades och kördes av delägaren Clint Galbraith.

## Karriär
Som tvååring var Niatross obesegrad, då han segrat i samtliga 13 starter, bland annat Bluegrass Stakes och Woodrow Wilson Pace. Han utnämndes bland annat till American Harness Horse of the Year. Under tvååringssäsongen sprang han in 604 900 dollar, vilket var mer än någon annan tvåårig standardhäst (eller fullblodshäst).
Som treåring segrade Niatoss i Meadowlands Pace, vilket var det första miljondollarloppet inom sulkysport. Han segrade även i Cane Pace, Little Brown Jug och Messenger Stakes, och blev därmed den sjätte hästen som lyckats vinna Triple Crown of Harness Racing for Pacers.
I ett time triallopp på The Red Mile i Lexington, Kentucky, slog han världsrekordstiden med tre sekunder, då han kom i mål på tiden 1:49.1 (1.07,9), över en mile. Utöver tiden i time trialloppet sprang han de snabbaste miletiderna på en milebana, 1:52.1 (1.09,8), samt på en halvmilebana 1:54.4 (1.11,4). Under treåringssäsongen tog Niatross 24 segrar på 26 starter. Han gjorde sitt sista start i ett lopp på Pompano Park.

### Som avelshingst
Niatross ställdes upp som avelshingst på Castleton Farm i Kentucky 1981. Han hade då sprungit in mer pengar än någon annan amerikansk standardhäst i historien. Han hade blivit utnämnd till American Harness Horse of the Year två år i rad (1979, 1980), samt Athlete of the Year av tidningen tidningen New York Post, 1980. Han utnämndes även till Harness Horse of the Decade (1980-talet).
Som avelshingst är han bland annat far till Nihilator, som även han blivit utnämnd till American Harness Horse of the Year, samt sprungit in 8,6 miljoner dollar. 1983 flyttades Niatross till Pine Hollow Farm i New York, och 1986 till Saratoga Standardbred Farm. Han var dock inte lika framgångsrik avelshingst i New York som han varit i Kentucky.
1997 valdes han in i United States Harness Racing Hall of Fame.
Den 7 juni 1999 avlivades Niatross, efter att en stor mängd cancerceller hittats i hans kropp. Han kremerades, och askan finns nu på Hall Of Fame Museum i Goshen, New York.

## Stamtavla
| Efter Albatross 1968     | Meadow Skipper 1961 | Dale Frost      | Hal Dale       |
| Efter Albatross 1968     | Meadow Skipper 1961 | Dale Frost      | Galloway       |
| Efter Albatross 1968     | Meadow Skipper 1961 | Countess Vivian | Kings Counsel  |
| Efter Albatross 1968     | Meadow Skipper 1961 | Countess Vivian | Filly Direct   |
| Efter Albatross 1968     | Voodoo Hanover 1961 | Dancer Hanover  | Adios          |
| Efter Albatross 1968     | Voodoo Hanover 1961 | Dancer Hanover  | The Old Maid   |
| Efter Albatross 1968     | Voodoo Hanover 1961 | Vibrant Hanover | Tar Heel       |
| Efter Albatross 1968     | Voodoo Hanover 1961 | Vibrant Hanover | Vivian Hanover |
| Undan Niagara Dream 1964 | Bye Bye Byrd 1955   | Poplar Byrd     | Volomite       |
| Undan Niagara Dream 1964 | Bye Bye Byrd 1955   | Poplar Byrd     | Ann Vonian     |
| Undan Niagara Dream 1964 | Bye Bye Byrd 1955   | Evalina Hanover | Billy Direct   |
| Undan Niagara Dream 1964 | Bye Bye Byrd 1955   | Evalina Hanover | Adieu          |
| Undan Niagara Dream 1964 | Scoot 1946          | Scamp           | Guy Abbey      |
| Undan Niagara Dream 1964 | Scoot 1946          | Scamp           | Sweet Miss     |
| Undan Niagara Dream 1964 | Scoot 1946          | Doris Hanover   | Spencer        |
| Undan Niagara Dream 1964 | Scoot 1946          | Doris Hanover   | Last Chance    |